# 1368
1368 (MCCCLXVIII) a fost un an bisect al calendarului iulian, care a început într-o zi de luni.

## Evenimente
- 20 ianuarie: Atestarea oficială a existenței orașului Slatina (jud. Olt) printr-un act oficial dat de voievodul Vladislav I (Vlaicu Vodă).
- 20 ianuarie: Într-un privilegiu de transport și comerț acordat neguțătorilor brașoveni, dat de Vladislav I (Vlaicu Vodă), este atestată oficial existența ca așezare importantă a Țării Românești a orașului Brăila menționat ca Brayla.

## Nașteri
- 15 februarie: Sigismund de Luxemburg, împărat romano-german (1433-1437), principe elector de Brandenburg (1378-1388 și 1411-1415), rege al Ungariei (1387-1437), rege al Croației, rege al Boemiei (1419-1437), (d. 1437)
- 3 decembrie: Carol VI, rege al Franței (d. 1422)

## Decese
- 29 martie: Împăratul Go-Murakami al Japoniei (n. 1328)
- 29 septembrie: Joan de Kent, prima Prințesă de Wales engleză (n. 1385)